# Palu (Turecko)
Palu je okresní město v tureckém regionu Východní Anatolie, provincii Elâzığ. Dříve se nazývalo též Palahovid (z arménštiny pala-hovid - „Údolí Palu“).

## Historie
Historie Palu sahá až do Novoasyrské říše. Král Salmanassar III. nazval oblast Palu jako země Išua, když v polovině 9. století před naším letopočtem táhl přes Palu proti severním kmenům a říším, jako Urartu. O něco později dorazil na místo urartský král Menua (810 - 785 př. n. l.), po němž se dochovaly pozůstatky v Eski Palu (v překladu staré Palu).
Později místo ovládli jiné národy a říše, k nimž patří Antičtí Makedonci, Parthská říše, Sásánovská říše, Arméni, Soféna, Starověký Řím, Byzantská říše, Arabové, Kurdové, Dulkadirové, Akkojunluská říše a Osmanská říše. Po vítězství Osmanů nad Safíovci v 16. století byly ve Východní Anatolii založena některá autonomní kurdská hrabství, přičemž Palu bylo jedním z nich. Po prohře Osmanské říše v 1. světové válce připadlo Palu roku 1923 nové republice Turecko.

## Geografie
Řeka Murat (řeka), zdrojnice Eufratu, přitéká od severovýchodu a na jihozápadě Palu ústí do Kebanské přehradní nádrže.

## Pozoruhodnosti

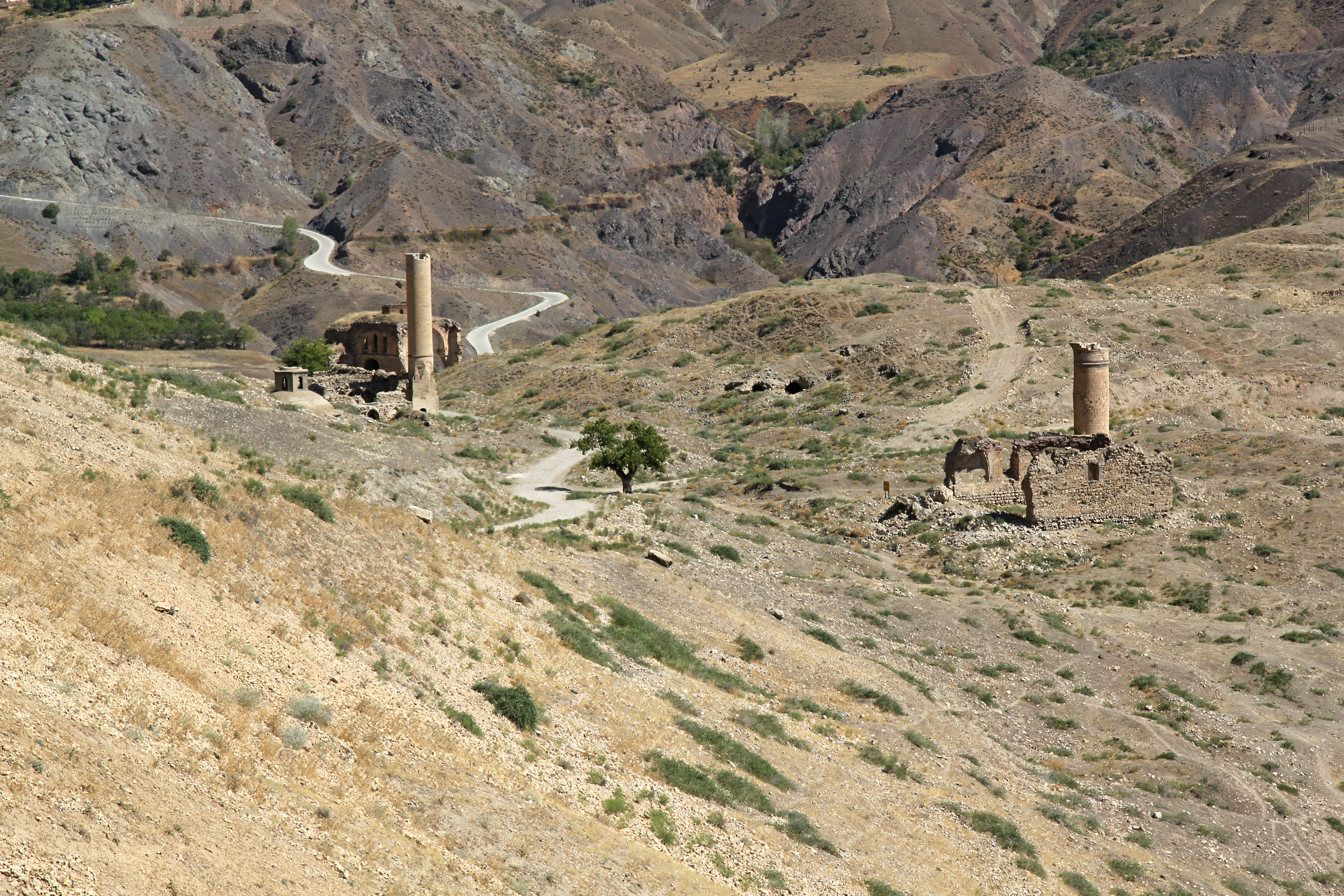
Pohled od hradu na mešity, lázně a kostel

Pozoruhodnosti města jsou seskupeny kolem 2 kilometry východně situovaném hradu na kopci Eski Palu (starém Palu). Kolem kopce vytváří řeka Murat smyčku.
- Palu Kalesi: Hrad Palu byl vybudován urartským králem Menua v 9. až 8. stol. před naším letopočtem. V jednom z rukopisů nazývá tuto zemi Sebeteria.[2] Hrad se nachází na vrcholu kopce.
- Cemşit Bey Külliyesi: Tento Külliye (komplex) byl vybudován v 16. století místními panovníky na západě kopce a zahrnuje mešitu, madrasu, mauzoleum a hřbitov.
- Küçük Camii (Cami-i Sağir): Malá mešita měří 11 × 11 metrů a je částečně zbořená. Pravděpodobně ze 16. století.
- Ulu Camii (Cami-i Kebir): Datum výstavby velké mešity je neznámé, předpokládá se, že pochází z doby Osmanské říše. Roku 1741 byla restaurována. Měří 24 × 11 metrů, místo obvyklé kopulovité střechy byla osazena plochou střechou, která se propadla.
- Hamam: Mezi oběma mešitami se nachází turecké lázně z roku 1654 postavené v klasickém osmanském stylu.
- Kilise: Zřícenina kostela pravděpodobně z byzantské doby s čásečně zachovalými nástěnnými malbami.
- Palu Köprüsü: Most přes Murat podle pověsti z doby Říma, ačkoliv připomíná spíše seldžucký styl. Z toho důvodu se předpokládá, že pochází z doby Artukidů (12. až 15. století). Pravděpodobně byl tehdy starší římský most Artukidy opraven. Most je 156,50 m dlouhý a 3,5 m široký. V roce 2010 byl znovu restaurován. Most j sjízdný a spojuje moderní silnici s kopcem a hradem.

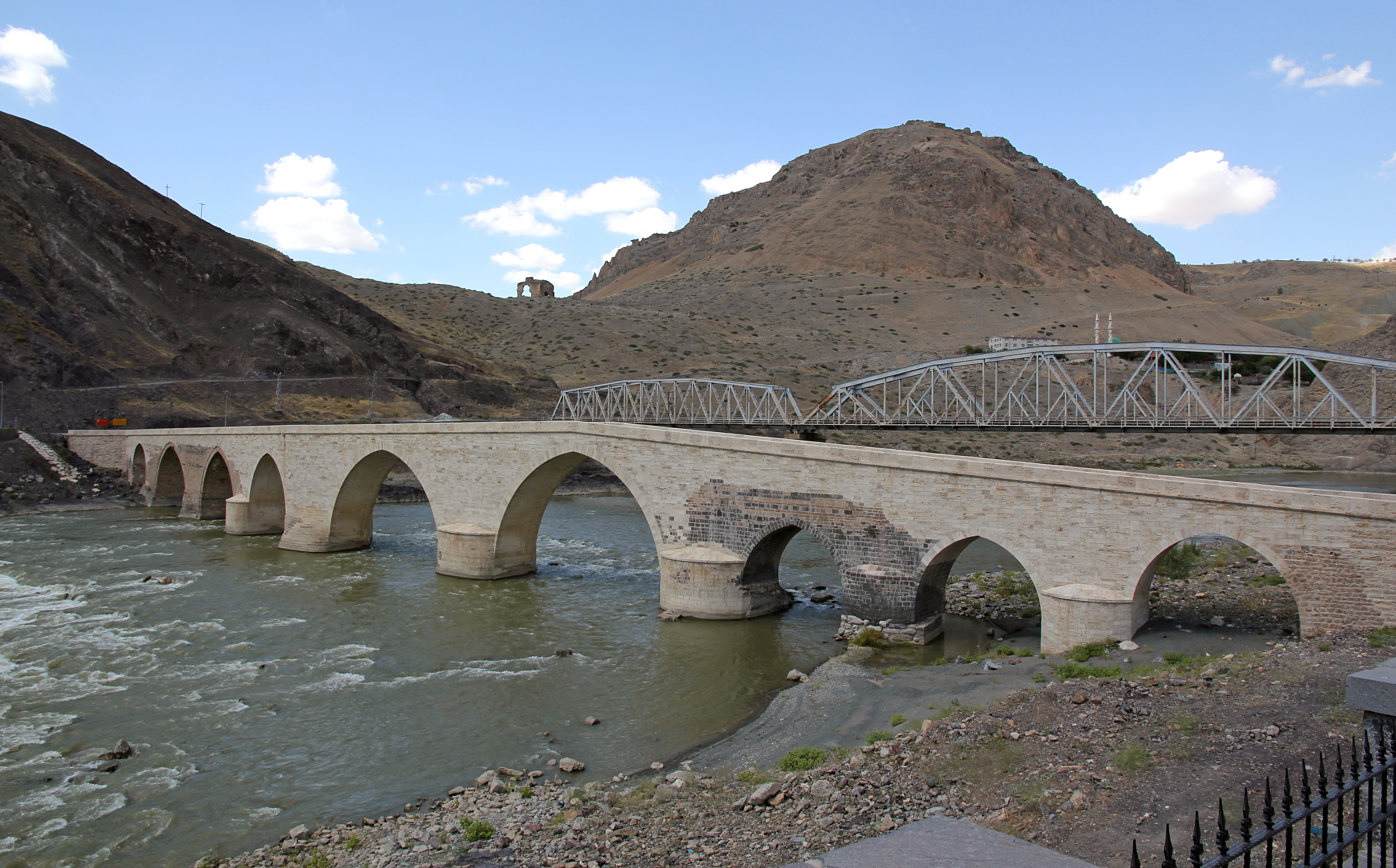
Most přes Murat
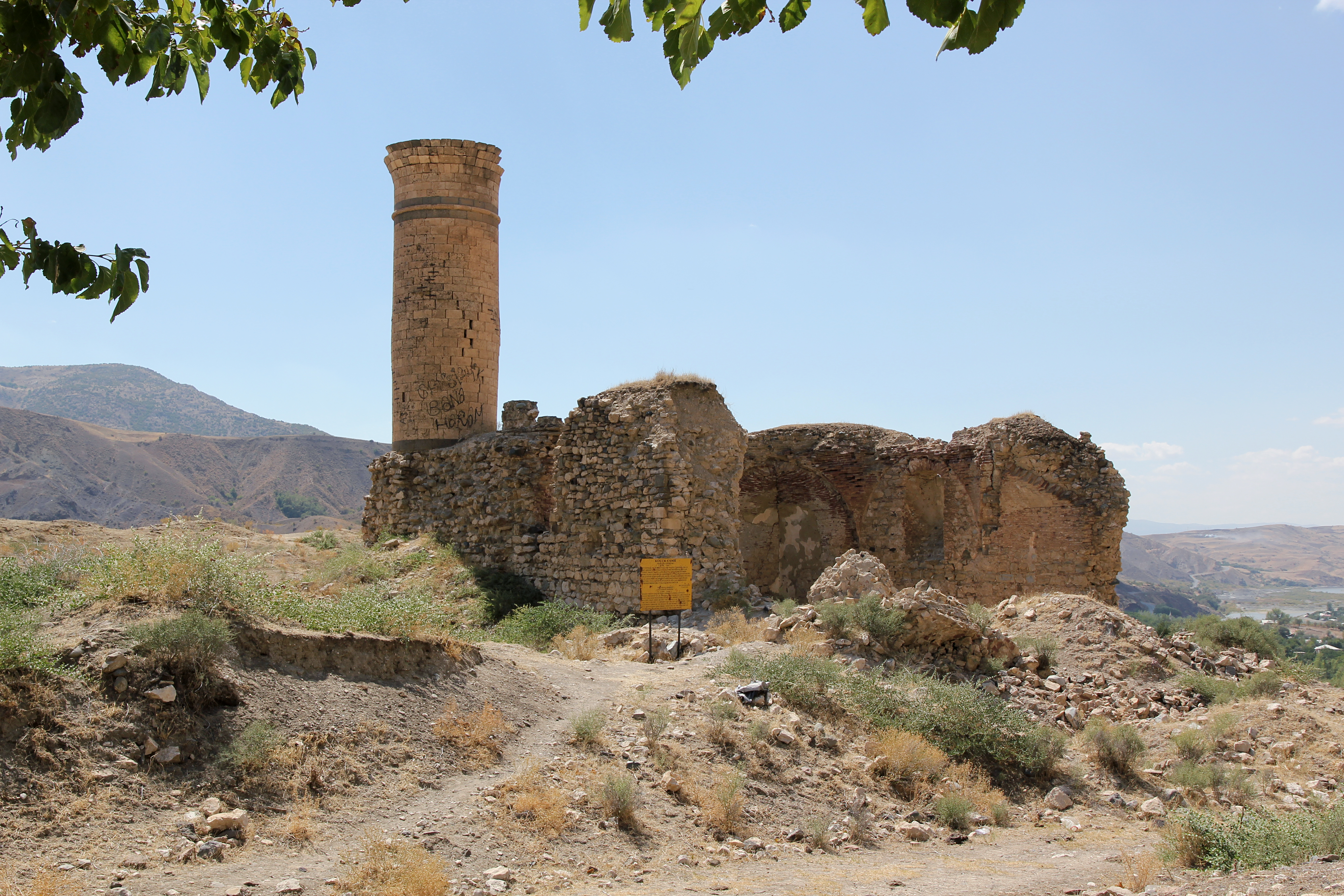
Mešita Küçük Camii
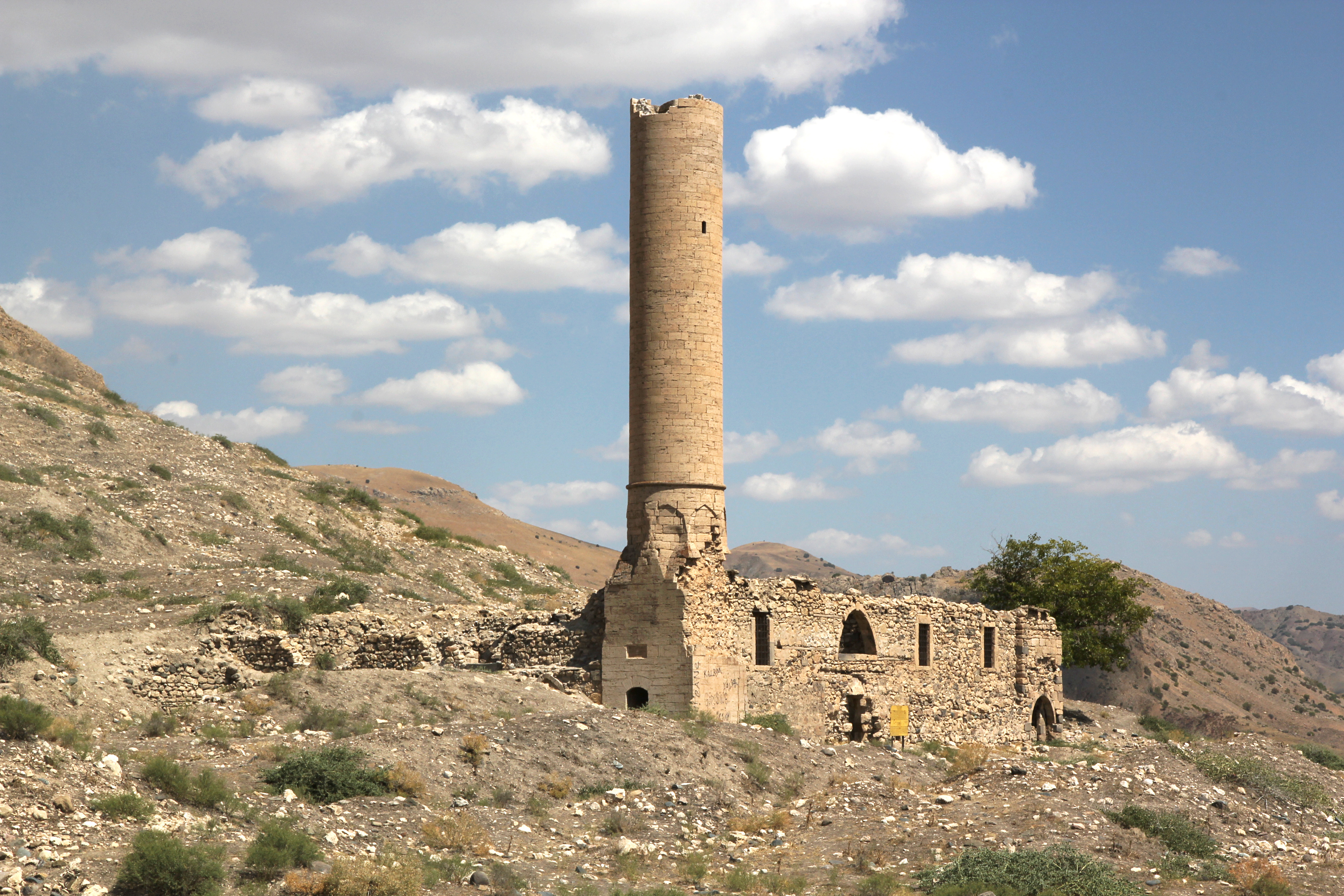
Mešita Ulu Camii
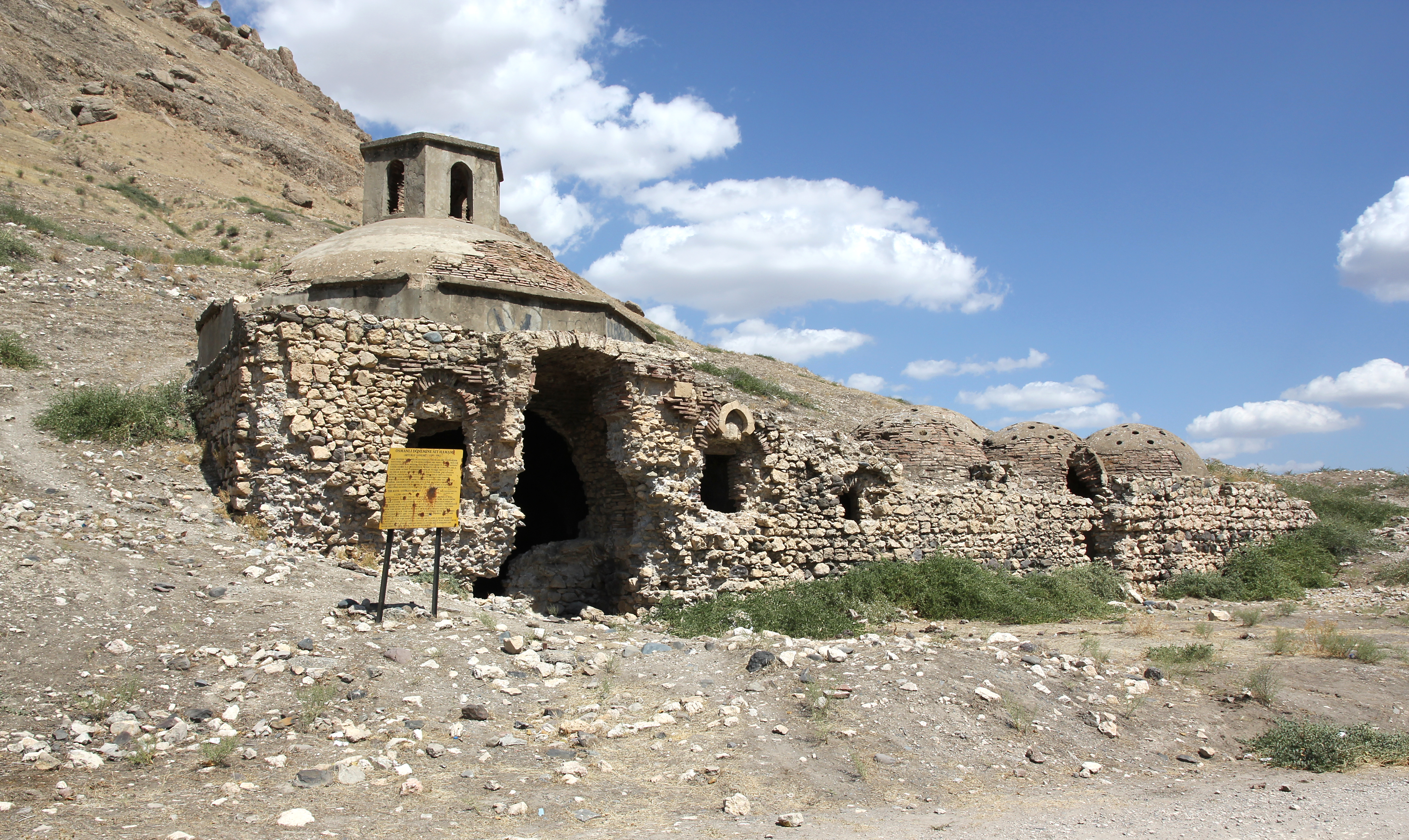
Turecké lázně
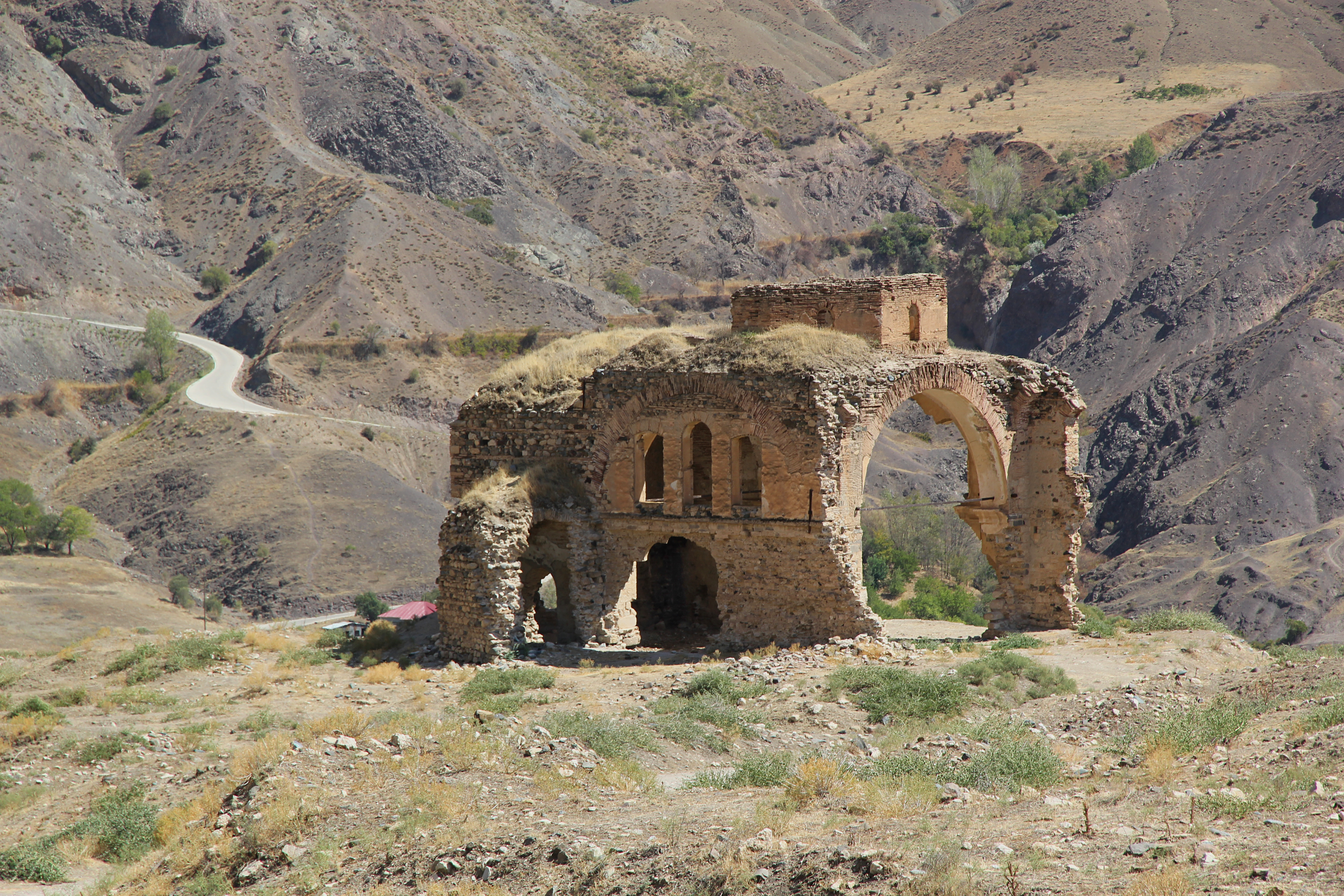
Kostel